# استان پائوکارتامبو
استان پائوکارتامبو (به اسپانیایی: Provincia de Paucartambo) یک استان در پرو است که در منطقه کوسکو واقع شده‌است. استان پائوکارتامبو ۶٬۲۹۵٫۰۱ کیلومتر مربع مساحت و ۴۷٬۳۱۳ نفر جمعیت دارد.